# Richard Ford
Richard Ford (Jackson, 16 de Fevereiro de 1944) é um escritor de romances e de contos norte-americano. As suas obras mais conhecidas são os romances The Sportswriter e as suas sequelas, Independence Day, The Lay of the Land e Let Me Be Frank with You bem como a colectânea de contos Rock Springs, que contém diversas histórias muito aclamadas.

## Prémios e honras
- 2016 Prémio Princesa das Astúrias de Letras
- 2015  Finalista do Prémio Pulitzer de Ficção com Let Me Be Frank With You [1]
- 2013 Prix Femina Étranger para Canada
- 2013 Medalha Andrew Carnegie para a Excelência na Ficção para Canada[2]
- 2001 Prémio PEN/Malamud para a excelência na ficção de contos
- 1995 Prémio PEN/Faulkner de Ficção[3] para Independence Day
- 1995 Prémio Pulitzer de Ficção.[4] para Independence Day
- 1995 Rea Award for the Short Story para conquistas marcantes neste género[5]

## Obras

### Romances
- Um pedaço do meu coração (A Piece of My Heart, 1976)
- A Última Oportunidade (The Ultimate Good Luck, 1981)
- O Jornalista Desportivo (The Sportswriter,1986)
- Wildlife (1990)
- O Dia da Independência (Independence Day, 1995)
- A Pele da Terra (The Lay of the Land, 2006)
- Canadá (Canada, 2012)

### Colectâneas de Histórias
- Rock Springs (1987)
- Mulheres e Homens (Women with Men: Three Stories, 1997)
- Pecados Sem Conta (A Multitude of Sins, 2002)
- Vintage Ford (2004)
- Francamente, Frank (Let Me Be Frank with You, 2014)[6] —4 novellas: I'm Here, Everything Could Be Worse, The New Normal and Deaths of Others[7])
- Sorry for Your Trouble (2020)

### Não-ficção
- Entre eles: Recordando os meus pais (Between Them: Remembering My Parents, 2017)

### Guiões
- Bright Angel (1990)

### Como contributor ou editor
- The Granta Book of the American Short Story (1992)
- The Granta Book of the American Long Story (1999)
- The Essential Tales of Chekhov (1999)
- The New Granta Book of the American Short Story (2007)
- Blue Collar, White Collar, No Collar: Stories of Work (2011)